# Habronema muscae
Habronema muscae ist eine Art der Fadenwürmer, die im Magen von Pferden parasitiert.

## Merkmale
Es handelt sich um schlanke, weißlich durchscheinende Fadenwürmer. Die adulten Männchen sind 8 bis 14 mm, die Weibchen 13 bis 25 mm lang. Männchen haben breite Kaudalflügel, der Schwanz hat ein spiraliges Ende. Die Mundöffnung ist von großen dreilappigen Lippen umgeben. Der Pharynx is zylindrisch und von einer dicken Kutikula ausgekleidet. Vor der Kloake sind vier Papillenpaare angeordnet, ein bis zwei Papillen liegen hinter der Kloake. Die Kloakenregion ist mit kleinen Kutikulaleisten besetzt. Die beiden Spicula sind unterschiedlich lang, das dünne linke ist etwa fünfmal länger als das rechte. Die Vulva liegt nahe der Körpermitte und öffnet sich dorsolateral (seitlich am Rücken).
Die längsovalen Eier haben eine dünne Schale und sind 40–50 × 10–12 μm groß. Mit der Ausscheidung im Kot enthalten sie bereits die Larve, die Larven können aber auch schon frei im Kot vorkommen.
Verwechslungsgefahr mit anderen Magennematoden beim Pferd besteht nicht. Draschia verursacht charakteristische Läsionen, Trichostrongylus axei ist kleiner.

## Lebenszyklus

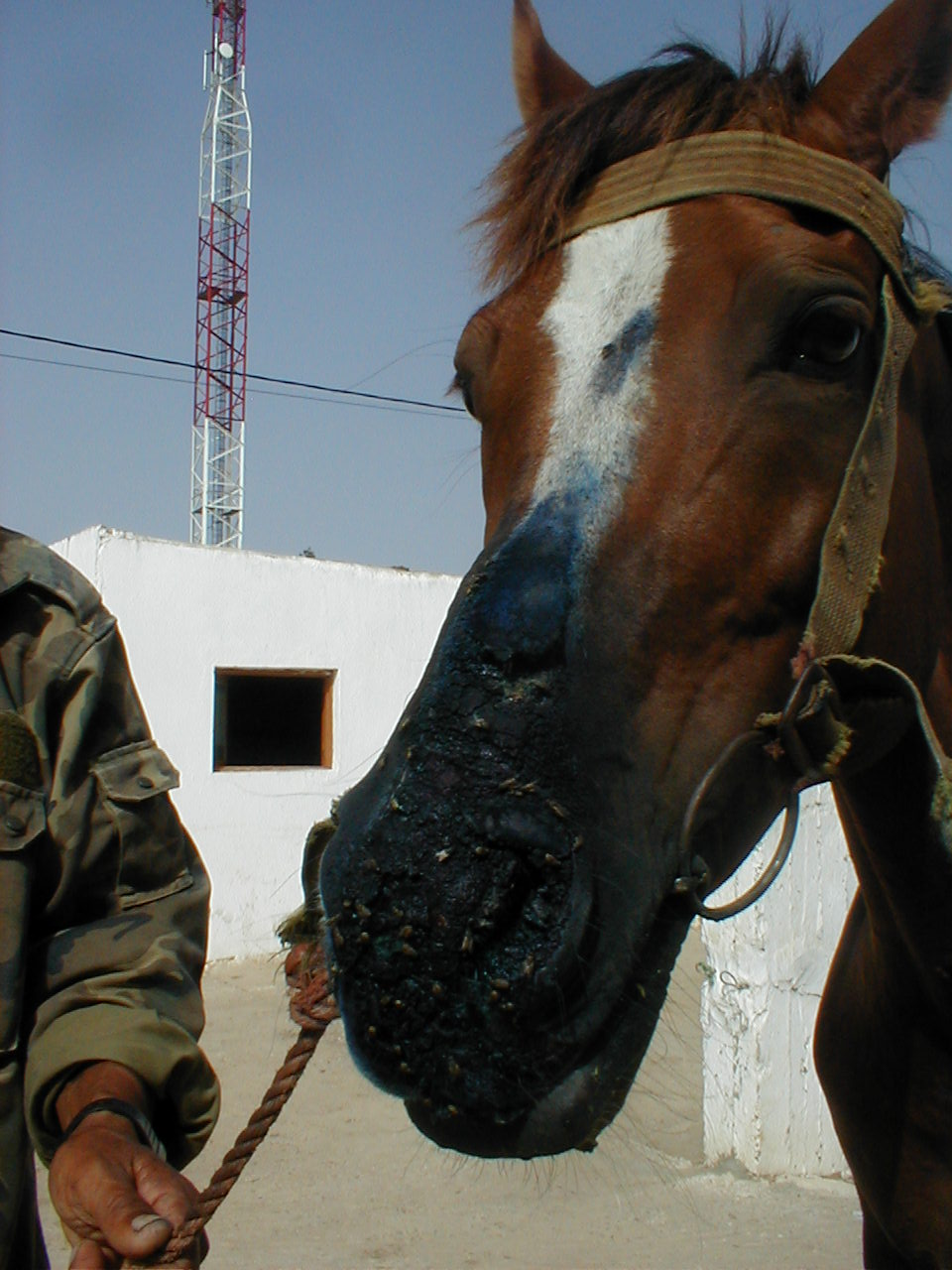
Hautveränderungen, die vermutlich durch die Hautform der Habronematose verursacht wurden. Die Blaufärbung resultiert aus der Laienbehandlung mit Methylenblau durch den Besitzer.

Die Adulten besiedeln den Magen. Nach der Begattung geben die Weibchen larvenhaltige Eier ab. Ein Teil der Larven schlüpft schon während der Darmpassage. Die weitere Entwicklung erfordert Fliegen als Zwischenwirt, vor allem Fliegen der Gattungen Musca, Stomoxys und Haematobia. Die Larven werden von Fliegenmaden aufgenommen. Während der Entwicklung der Fliege kommt es simultan zur Entwicklung des Fadenwurms, die adulten Fliegen beherbergen das dritte Larvenstadium. Die Fliegen werden durch den Geruch der Pferde angezogen und setzen die Fadenwurmlarven an Lippen und der näheren Mundumgebung ab. Sie werden vom Pferd abgeschluckt und entwickeln sich im Magen innerhalb von zwei Monaten zu den Adulten. Eine Ansteckung des Endwirts kann auch über Wasser und Futter erfolgen, welches von Fliegen mit Larven kontaminiert wurde. Larven, die auf der Haut, vor allem in Wunden und Abschürfungen, abgegeben werden, verursachen die kutane Habronematose. Habronema-Larven, die auf die Nasenschleimhaut gelangen, können in die Bronchiolen und Lungenbläschen vordringen und eine pulmonale Habronematose verursachen.